# Trăstika, Tărgoviște
Trăstika (în bulgară Тръстика) este un sat în comuna Popovo, regiunea Tărgoviște,  Bulgaria. 

## Demografie
Componența etnică a satului Trăstika
     Turci (67,85%)
     Nicio identificare (5%)
     Bulgari (26,07%)
     Romi (0%)
     Altele (1,07%)
La recensământul din 2011, populația satului Trăstika era de 280 locuitori. Din punct de vedere etnic, majoritatea locuitorilor (67,85%) erau turci, cu o minoritate de bulgari (26,07%). Pentru 5% din locuitori nu este cunoscută apartenența etnică.